# Digital humaniora
Digital humaniora (engelska: digital humanities) är en tvärvetenskaplig forskningsinriktning som försöker beskriva, visualisera och analysera digitala data inom humaniora, studerar digitala praktiker, och utvecklar digitala metoder för humanistisk forskning. Inom området används datorprogram exempelvis för att genomsöka stora mängder text. Även om datorer har använts inom den humanistiska forskningen sedan 1940-talet etablerades begreppet "digital humanities" 2004 med A Companion to Digital humanities av red. Susan Schreibman, Ray Siemens och John Unsworth. Bland relaterade begrepp finns digitalisering av kulturarv, digitala arkiv, fjärrläsning, och geografiska informationssystem.